# Pomerol
Pomerol (okzitanisch Pomirau) ist eine französische Gemeinde mit 608 Einwohnern (Stand: 1. Januar 2022) im Département Gironde in der Region Nouvelle-Aquitaine (vor 2016 Aquitanien). Sie gehört zum Arrondissement Libourne und zum Kanton Le Libournais-Fronsadais. Die Einwohner werden Pomerolais genannt.

## Lage
Die Gemeinde Pomerol liegt an der Barbanne, etwa 30 Kilometer ostnordöstlich von Bordeaux im gleichnamigen Weinbaugebiet. Umgeben wird Pomerol von den Nachbargemeinden Lalande-de-Pomerol im Norden und Nordwesten, Néac im Norden und Nordosten, Saint-Émilion im Osten und Südosten sowie Libourne im Süden und Westen.
Durch die Gemeinde führt die frühere Route nationale 89 (heutige D1089).

## Weinbau
Die überwiegend kleinen Weingüter in der Gegend sind für ihren Rotwein bekannt. Die vorherrschenden Rebsorten sind Merlot sowie Cabernet Franc und Cabernet Sauvignon. Anders als in der Bordeaux-Region hat Pomerol keine offizielle Klassifikation. Bekannt Weingüter sind Château Pétrus und Château Le Pin, deren Weine ähnlich hohe Preise erzielen wie die bekannten Premier-Cru-Lagen der Bordeaux-Region.

## Bevölkerungsentwicklung
| Jahr                       | 1962 | 1968 | 1975 | 1982 | 1990 | 1999 | 2011 | 2020 |
| Einwohner                  | 1070 | 1116 | 1037 | 962  | 867  | 848  | 713  | 589  |
| Quellen: Cassini und INSEE |      |      |      |      |      |      |      |      |

## Sehenswürdigkeiten
- Kirche Saint-Jean
- Weingüter Altimar, Bonalgue, Clinet, Clos L’Eglise, L’Evangelise, Le Gay, Hosanna, Mazeyres, Nenin, Vieux Mallet, Le Pin, Sales und La Croix Taillefer
- Kreuz von Gay aus dem 16. Jahrhundert, seit 1987 Monument historique

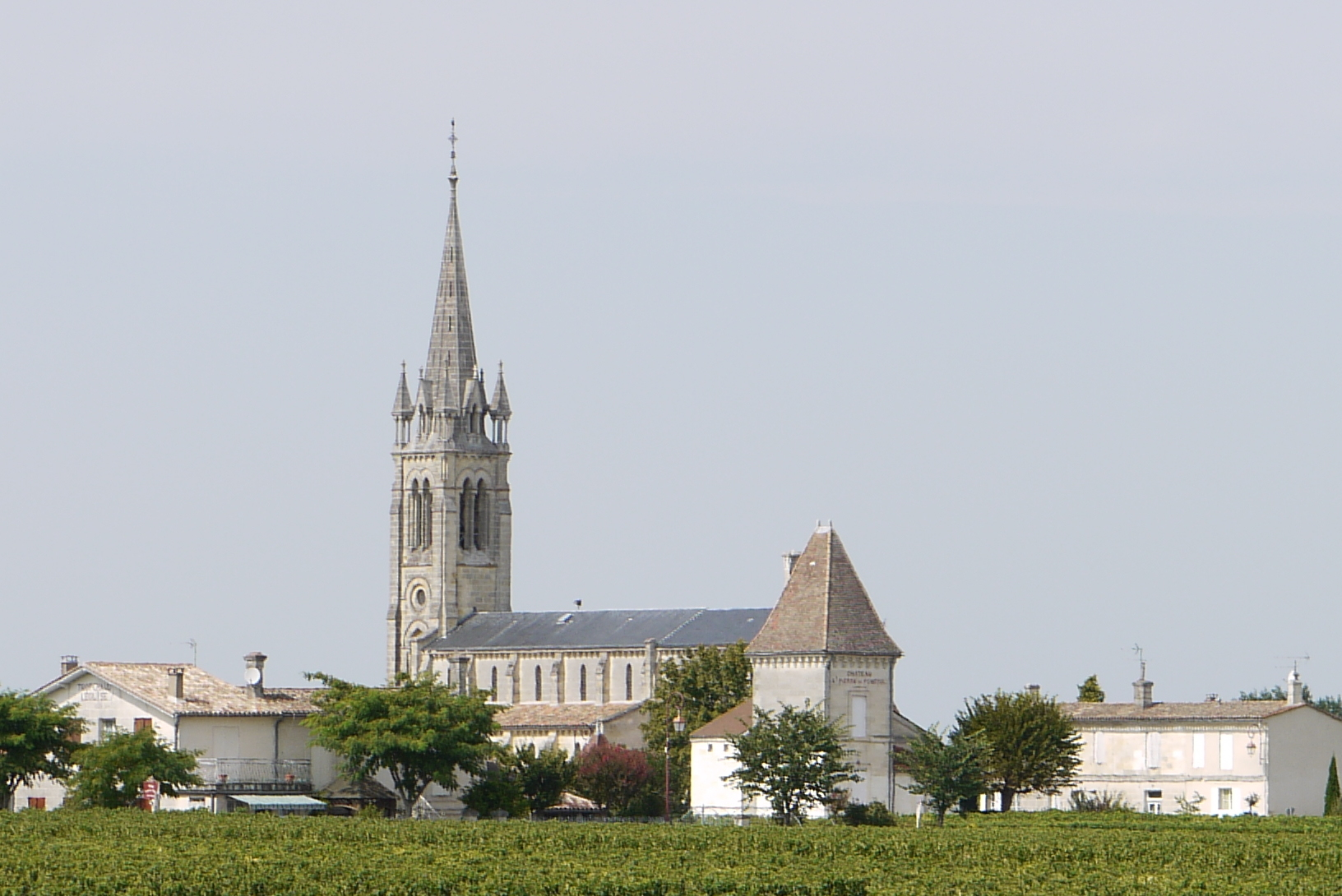
Kirche Saint-Jean
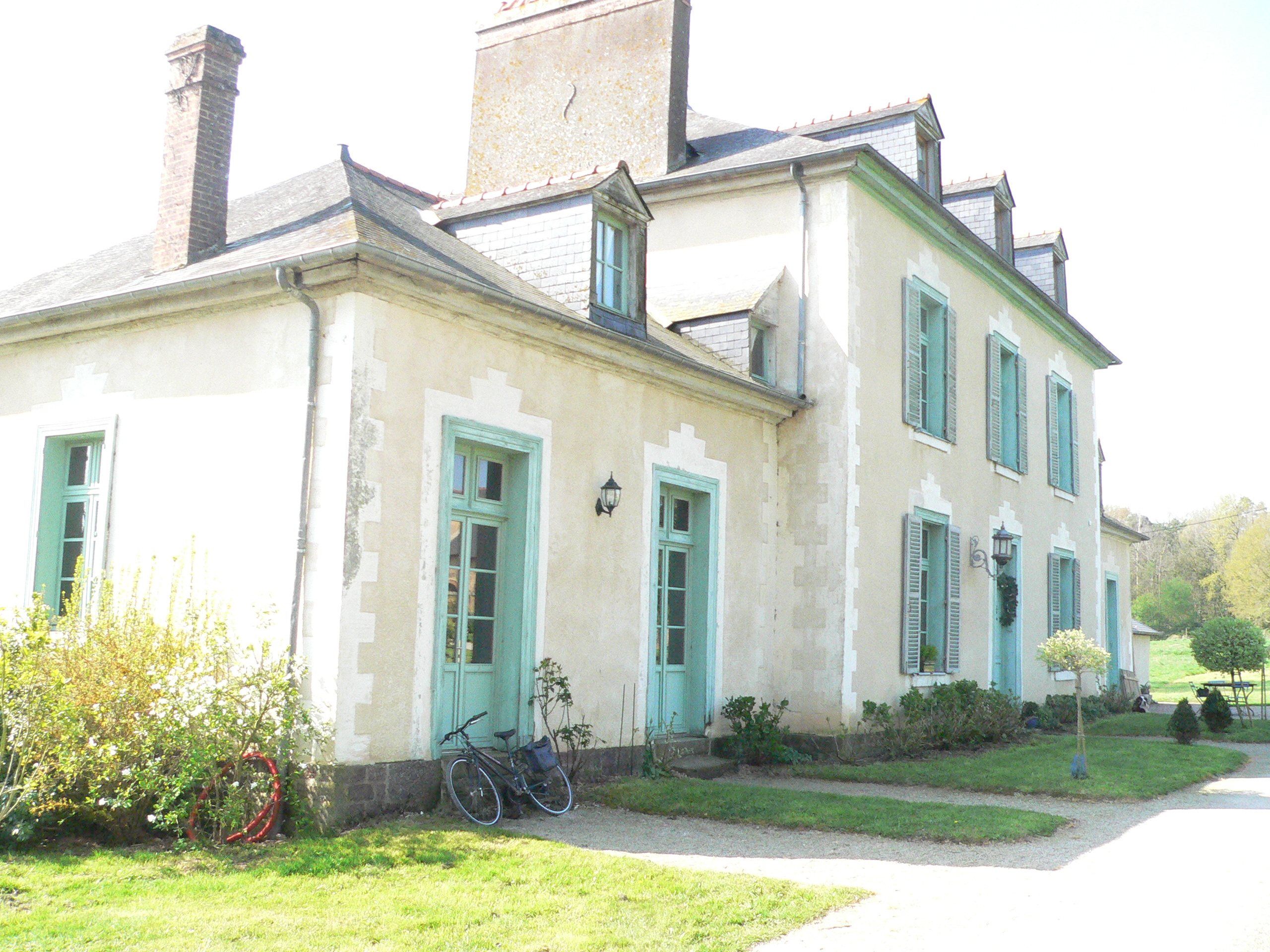
Château Le Pin
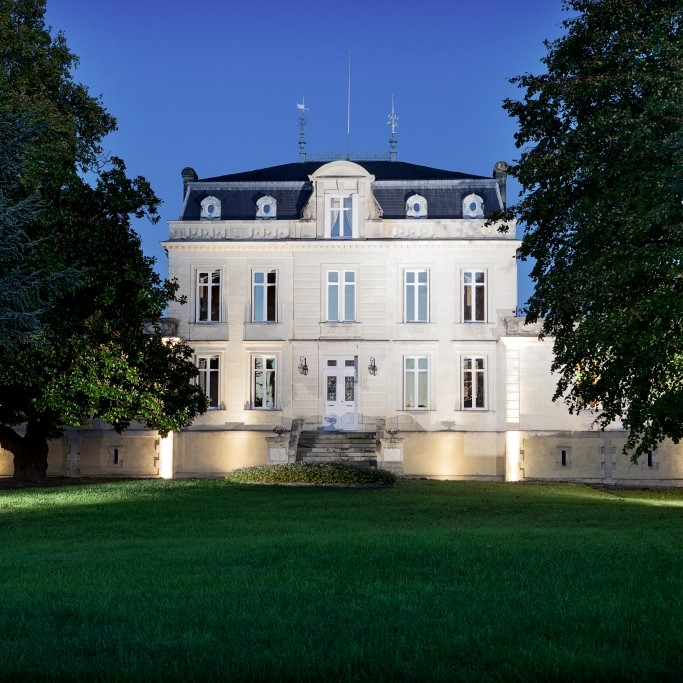
Château Taillrfer
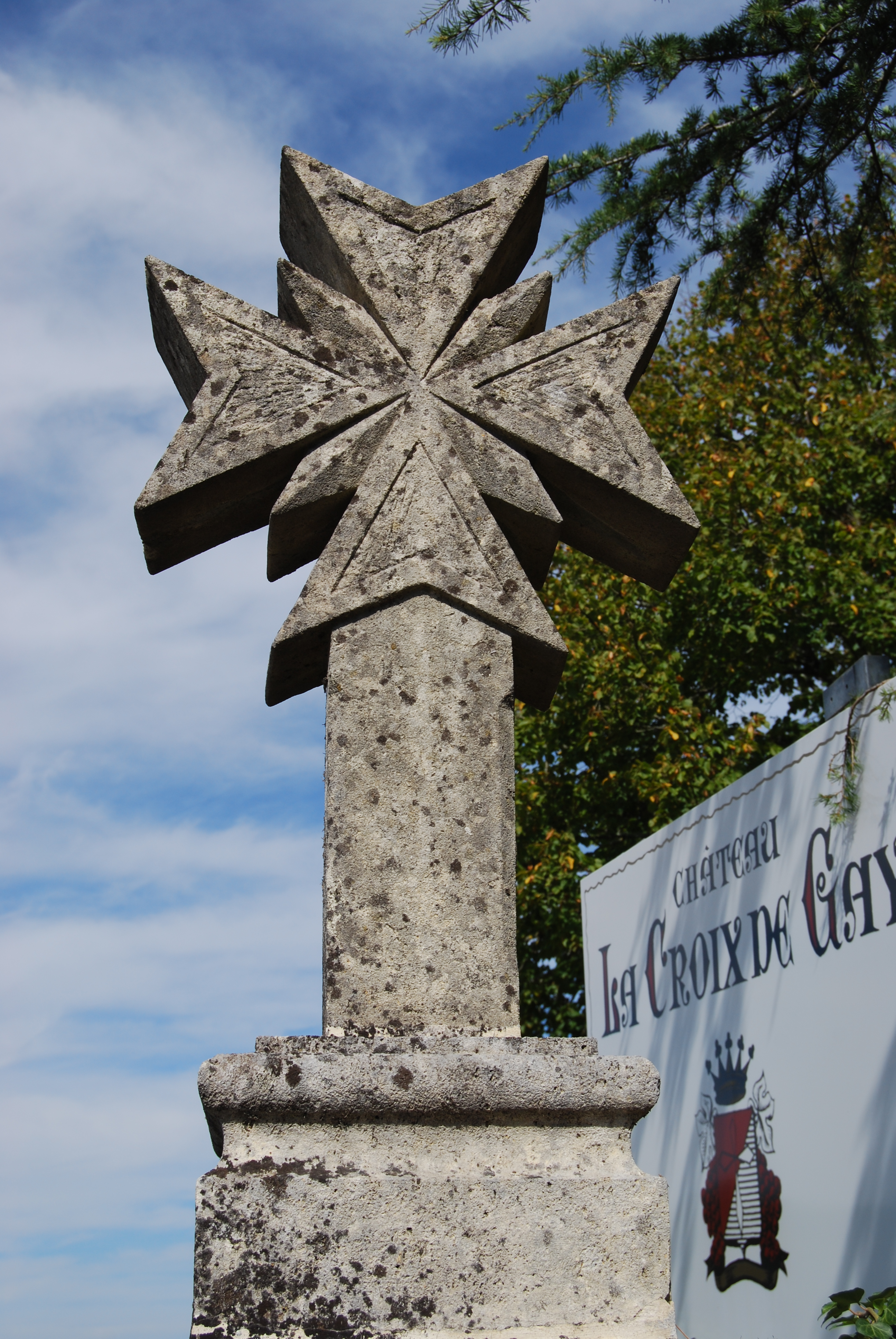
Kreuz von Gay
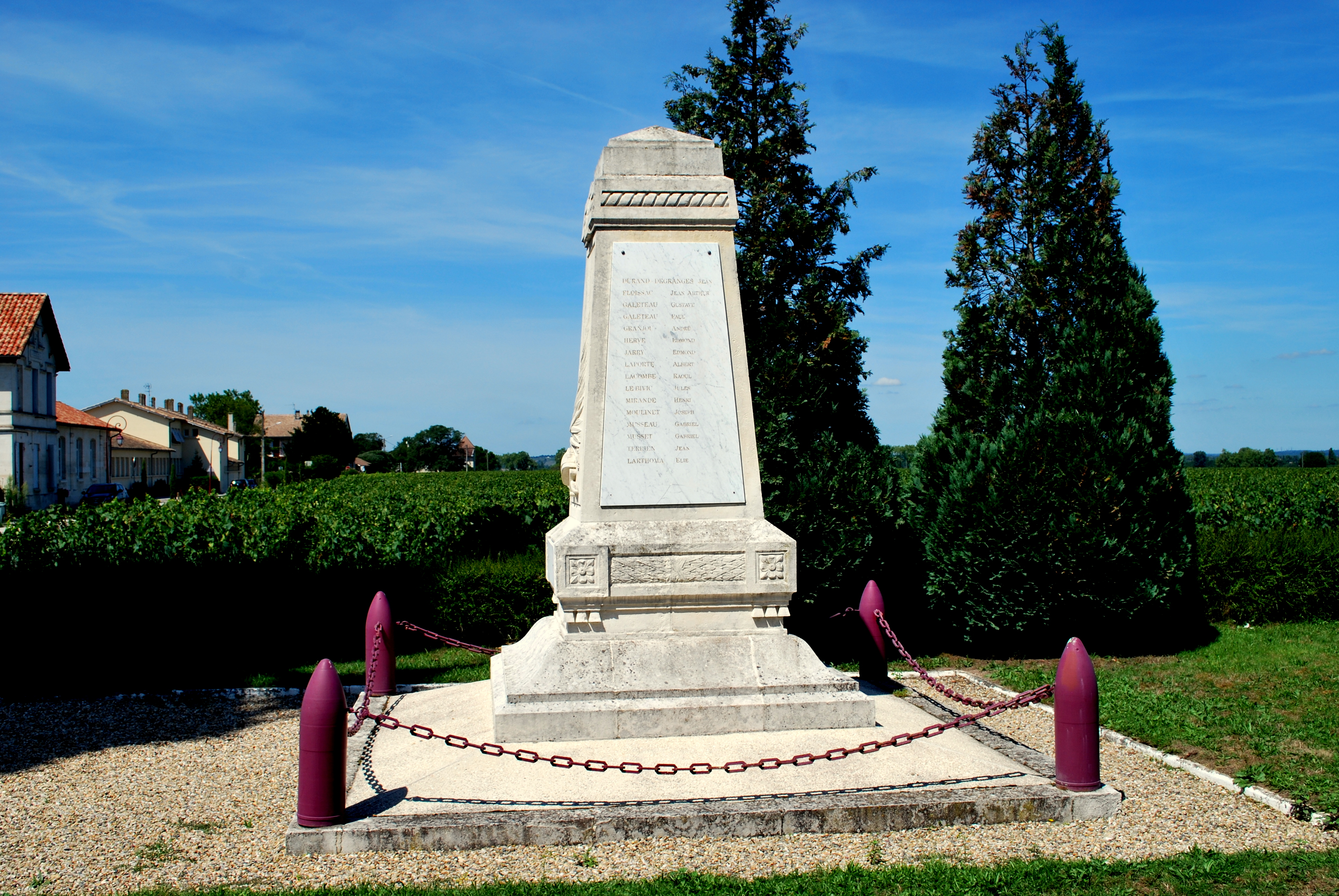
Gefallenendenkmal